# Берег удачі
«Берег удачі» (англ. Taken at the Flood) - детективний роман англійської письменниці Агати Крісті, вперше опублікований в США видавництвом Dodd, Mead and Company під назвою «There is a Tide…» в 1948 році, і видавництвом Collins Crime Club у Великій Британії у тому ж році. Дія роману відбувається в 1946 році і розповідає про розслідування знаменитого бельгійського детектива Еркюля Пуаро.

## Сюжет
Повернувшись після демобілізації з рядів військово-морських сил Великої Британії, Лінн непросто влитися в тихе життя свого рідного містечка.
Вона заручена з Роулі, нащадком родини Клоуд. Всі члени цієї родини живуть за рахунок Гордона Клоуда, холостяка, який не мав власних спадкоємців і
залишає їм за заповітом свої статки. Незадовго до смерті Гордон одружився з Розалін, і цей шлюб ставить крапку в надіях родини одержати гроші.
Вся родина виявляється у важкій фінансовій ситуації. Брат Розалін, Девід, завзято охороняє гроші сестри.
Усе міняється з появою в селі людини, що називає себе Енох Арден. Він починає шантажувати Девіда, стверджуючи, що знає, як знайти першого чоловіка Розалін. Цю розмову підслуховує Беатрис, власниця пабу. Наступного дня Ардена виявляють убитим у його кімнаті.
Роулі Клоуд звертається до Еркюля Пуаро по допомогу і просить встановити, чи не був загиблий Роберт Андерхейт першим чоловіком Розалін. Незважаючи на протести Розалін, вбитого впізнають як першого чоловіка Розалін, і все майно знову переходить родині Клоуд.
Пуаро починає розслідування.

## Персонажі роману
- Еркюль Пуаро - бельгійський детектив
- Суперінтендант Спенс - слідчий
- Сержанг Грейвс - помічник Грейвс
- Джордж - камердинер Пуаро
- Розалін Клоуд - раніше мисіс Роберт Андерхейт, молода вдова
- Девід Гантер - брат Розалін
- Джеремі Клоуд - юрист
- Френсіс Клоуд - дружина Джеремі
- Лайонел Клоуд - лікар
- Кетрін Клоуд - дружина Лайонела
- Роулі Клоуд - фермер
- Лінн Маршмонт - демобілізована з армії, наречена Роулі
- Адела Маршмонт - мати Лінн
- Беатрис Ліппінкотт - власниця пабу
- Майор Портер
- Енох Арден - шантажист
- Місіс Лідбеттер - відвідувач пабу